# Unión Cerrajera (Mondragón)
Unión Cerrajera – przedsiębiorstwo z branży metalurgicznej, produkujące głównie na potrzeby budownictwa. Miało siedzibę w miejscowości Mondragón. Jego prapoczątki sięgają XIX wieku. W połowie wieku XX było uważane za wzorcową baskijską spółdzielnię przemysłową. Historyczna siedziba firmy jest zaliczana do dziedzictwa kulturowego Kraju Basków.